# 福富達
福富 達（ふくとみ とおる、1930年〈昭和5年〉9月30日 - ）は、東京都出身の記者、ニュースキャスター。本名同じ。

## 経歴
1951年、早稲田大学政経学部在学中に読売新聞社入社。最初は横浜支局配属となって警察回りからキャリアをスタート。大学の方は引き続き聴講生として在籍した後、1952年6月に卒業。その後東京本社へ移籍し政治部記者として活躍、首相官邸記者クラブのキャップを務める。政治部長昇進を目前とした1974年春に読売新聞社を退社し、系列の日本テレビ放送網に移籍。「NNN JUST NEWS」のメインキャスター、「久米宏のTVスクランブル」コメンテーターなどを務めた後、解説委員に。副委員長、委員長、委員主幹を担当した。
1979年頃から太極拳に凝っていたことがあり、「日本テレビ太極拳クラブ」の会長も務めていた。

## 著書
- 『大臣への挑戦 : その魔性と権力』アロー出版社、1973年7月20日。NDLJP:11925291。
- 『スクランブル政談 : ニュー自民党戦国史』新評社、1983年3月30日。NDLJP:11925396。
- 『今晩は、福富達です : 地獄の淵から甦って、改めてニュースを斬る!』文芸社、2008年。